# Tamisso

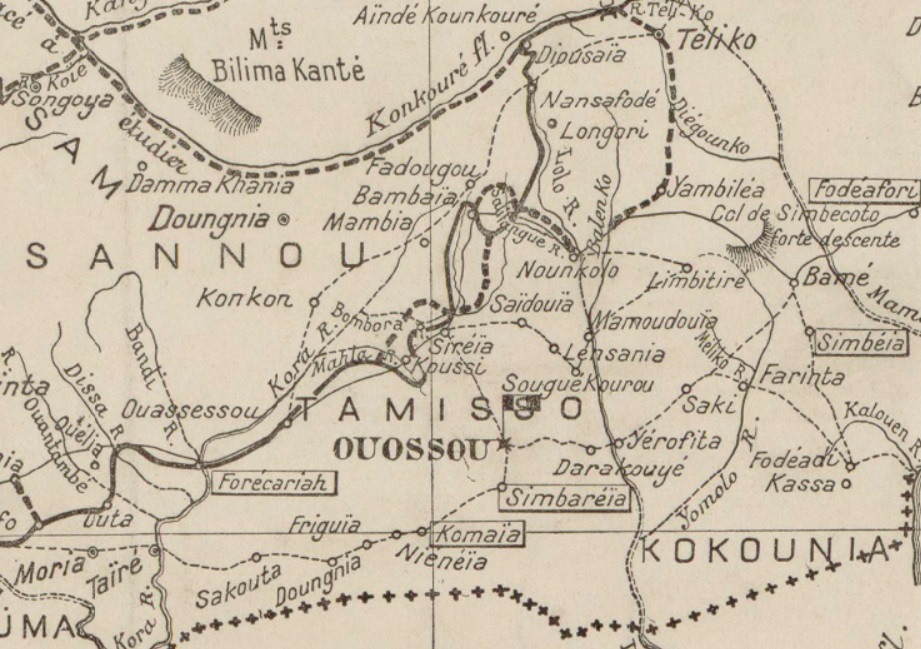
Mapa de Tamisso

Tamisso és una regió de Guinea, a la part sud-oest del país, tocant a la frontera de Sierra Leone. La zona fou adjudicada a França en virtut de la convenció franco-britànica de 10 d'agost de 1889. D'acord amb el conveni el Tamisso inclouria també el país dels houbbous mentre Gran Bretanya es quedava amb la regió de Talla incloent Soulimaniah i Falabah.
El Tamisso limita a l'oest amb el riu Tamabakka; al sud i est pels rius Fouladiou, Salou i Sandou, i al nord pel Futa Djalon. Els habitants són peuls i mandings, de religió musulmana. La ciutat principal és Ouossou i després la segueix Soumbaraya (Simbaréïa). El país estava regit al segle xix per un almamy que elegien els caps de clan de les dues ciutats principals i el càrrec era vitalici.. El sotstinent Platt hi va passar el 1888 en el seu viatge fins a Benty. El capità Brosselard-Faiderbhe va signar el tractat de protectorat amb l'almamy el gener de 1891.